# Ваїлулу'у
Ваїлулу'у — вулкан, розташований в Тихому океані, в 45 км на схід від острова Тау.
Ваилулу'у є підводним вулканом. Вершина вулкану знаходиться на глибині 592 м, основа вулкану досягає глибини 4200 м. Загальний об'єм вулкану складає 1050 км³. Уперше виявлений 18 жовтня 1975 року, хоча ще до цього, 10 липня 1973 року, були записані звукові сигнали в районі вулкану. Назву вулкану дали на честь назви однієї з самоанських шкіл Ваїлулу'у. Знаходиться між островом Тау і атолом Розе.
Вулкан складений базальтами, застиглими лавовими потоками що складаються з оксиду заліза, внаслідок чого мають червоний колір. Основа вулкану розташована в кальдері, діаметром 2 км і глибиною 400 м. Дві рифтові зони тягнуться на схід і захід від вулкану. Землетруси, що сталися в 1995 році на навколишніх атолах і островах, були можливі пов'язані з активною діяльністю вулкану. Помутніння води на поверхні моря в району вулкану є наслідком гідротермальної активності вулкану і плюмів. Викиди гідротермальних вод складаються із сполук марганцю, які складають близько 300 кг щоденно. Околиці вулкану населені різноманітною флорою і фауною. В результаті останньої активності, що сталася в 2001 році виник новий вулканічний конус Нафануа. Цей конус виявили в 2005 році в результаті підводних досліджень федерального відомства NOAA.

## Флора і фауна
Новий вулканічний конус Нафануа нині покритий ціанобактеріальними матами, у вулканічних розломах живе вид вугрів Domina rugosa. В результаті викиду отруйних речовин біля вулкану скупчується мертва риба, яка є їжею для багатощетинкових червів. На зовнішніх схилах вулкану живуть офіури, шестипроменеві губки, восьмипроменеві корали, іноді запливають восьминоги, морські огірки. На вулкані серед флори зустрічаються: горгонарії, фіолетові лілії.

## Фототека

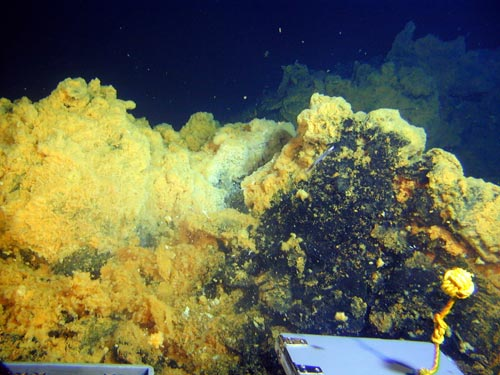
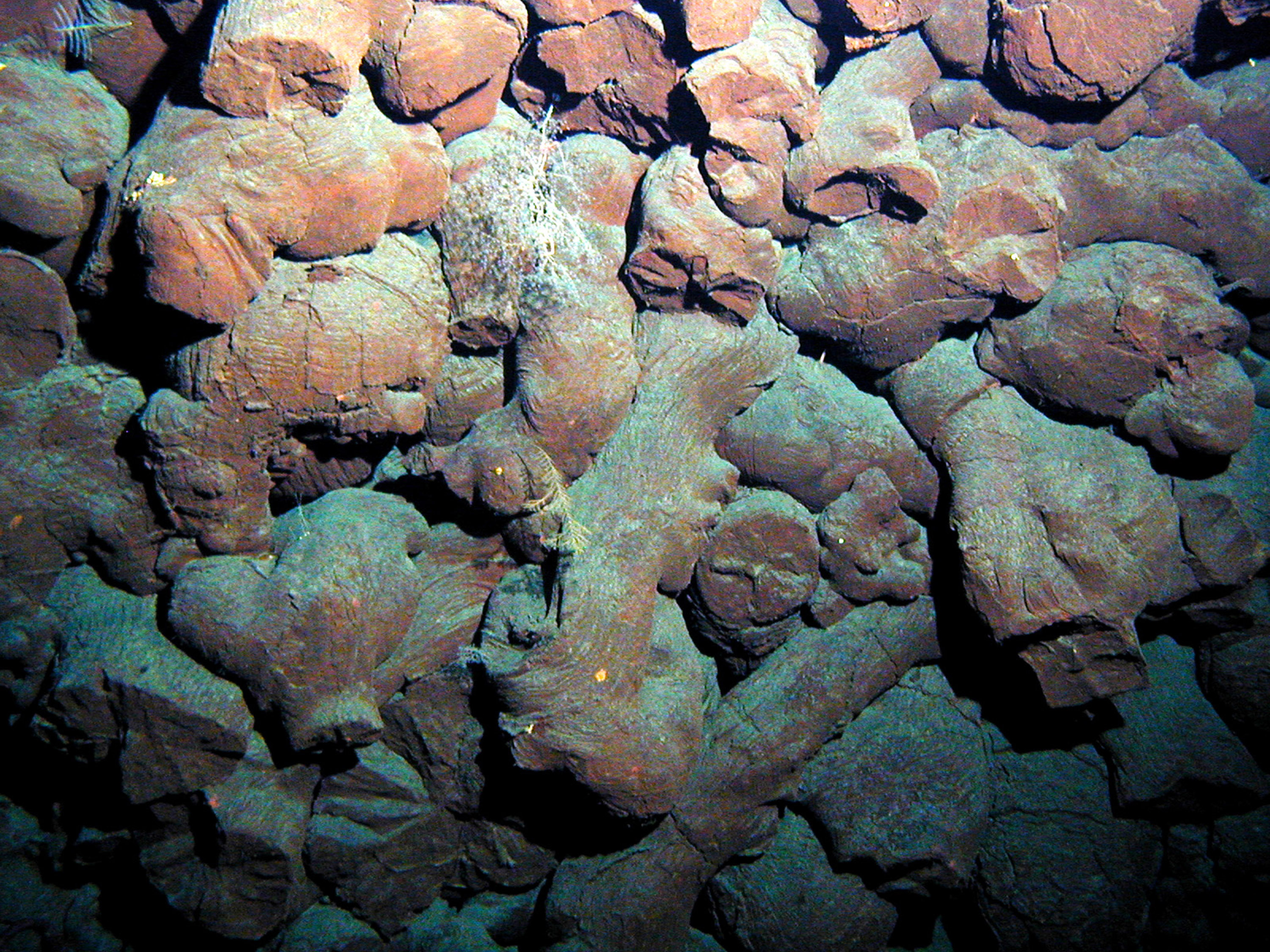
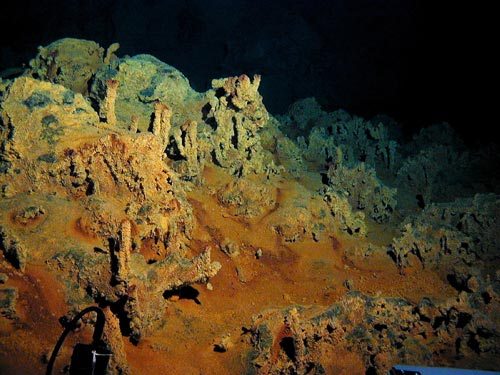
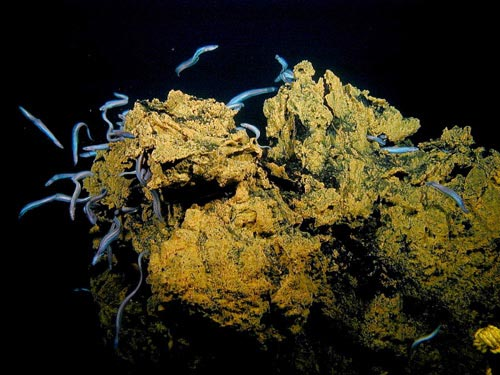
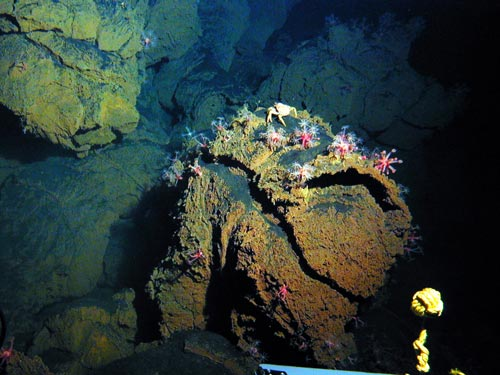
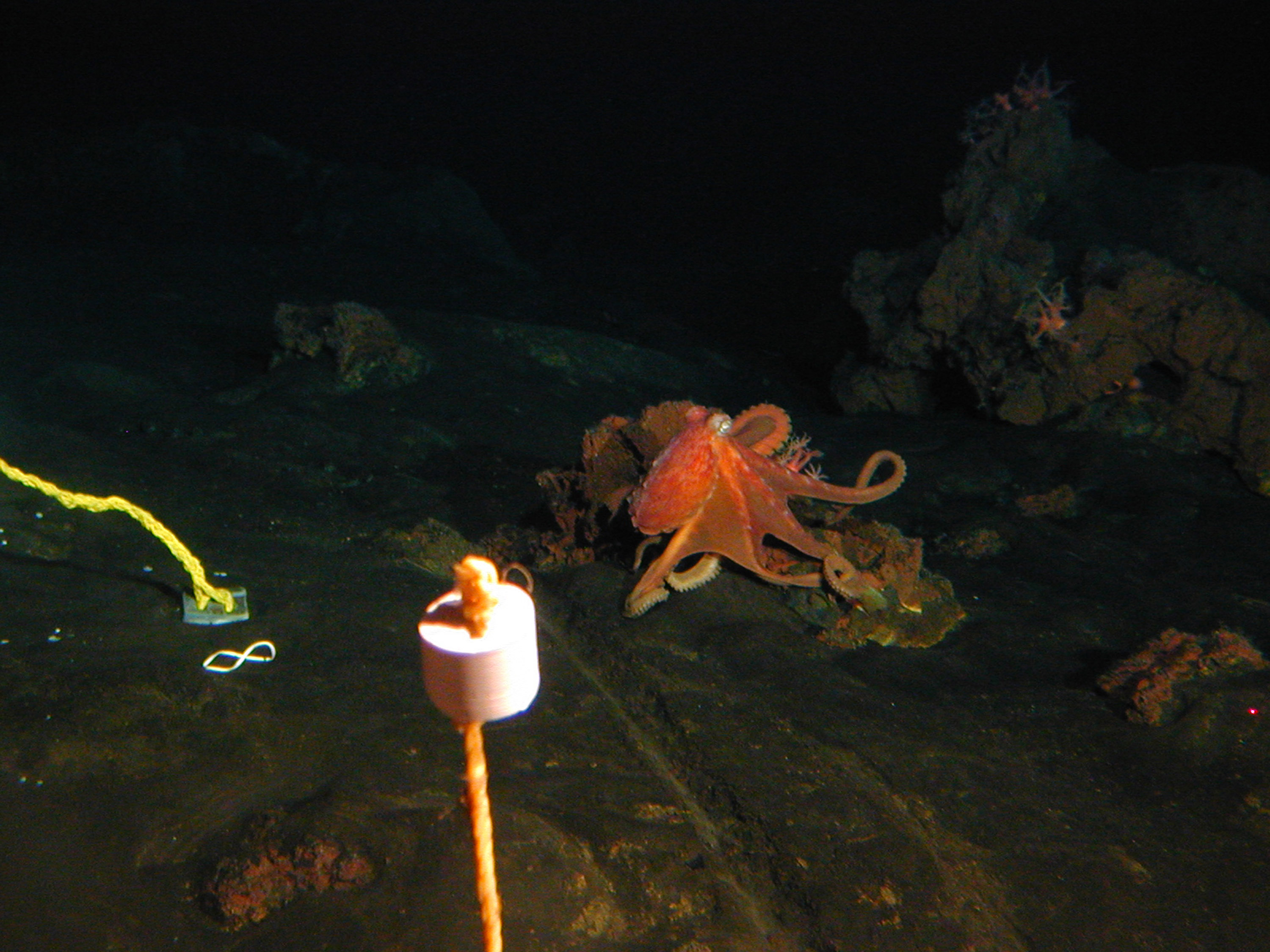
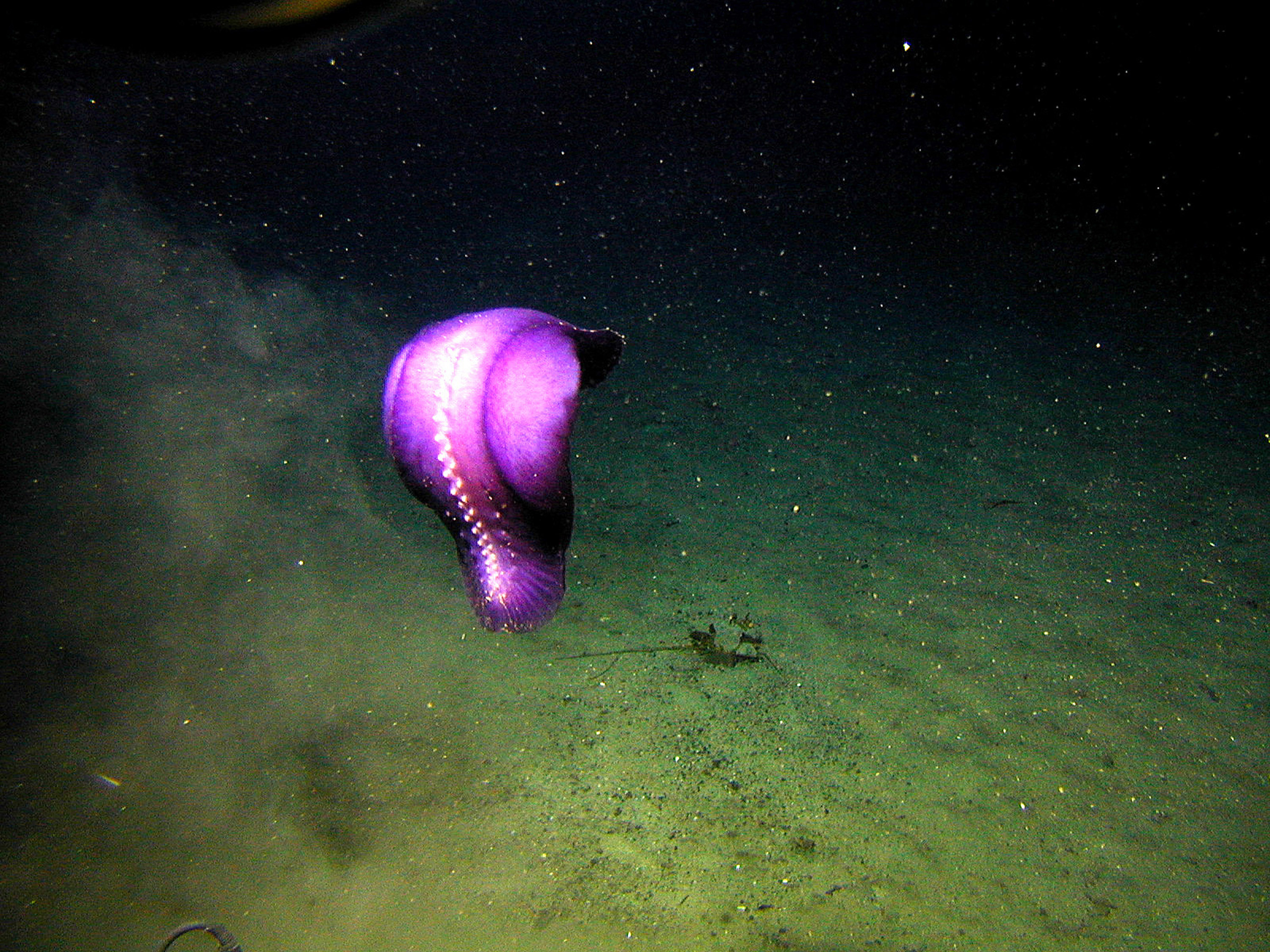